# Ober-Hilbersheim

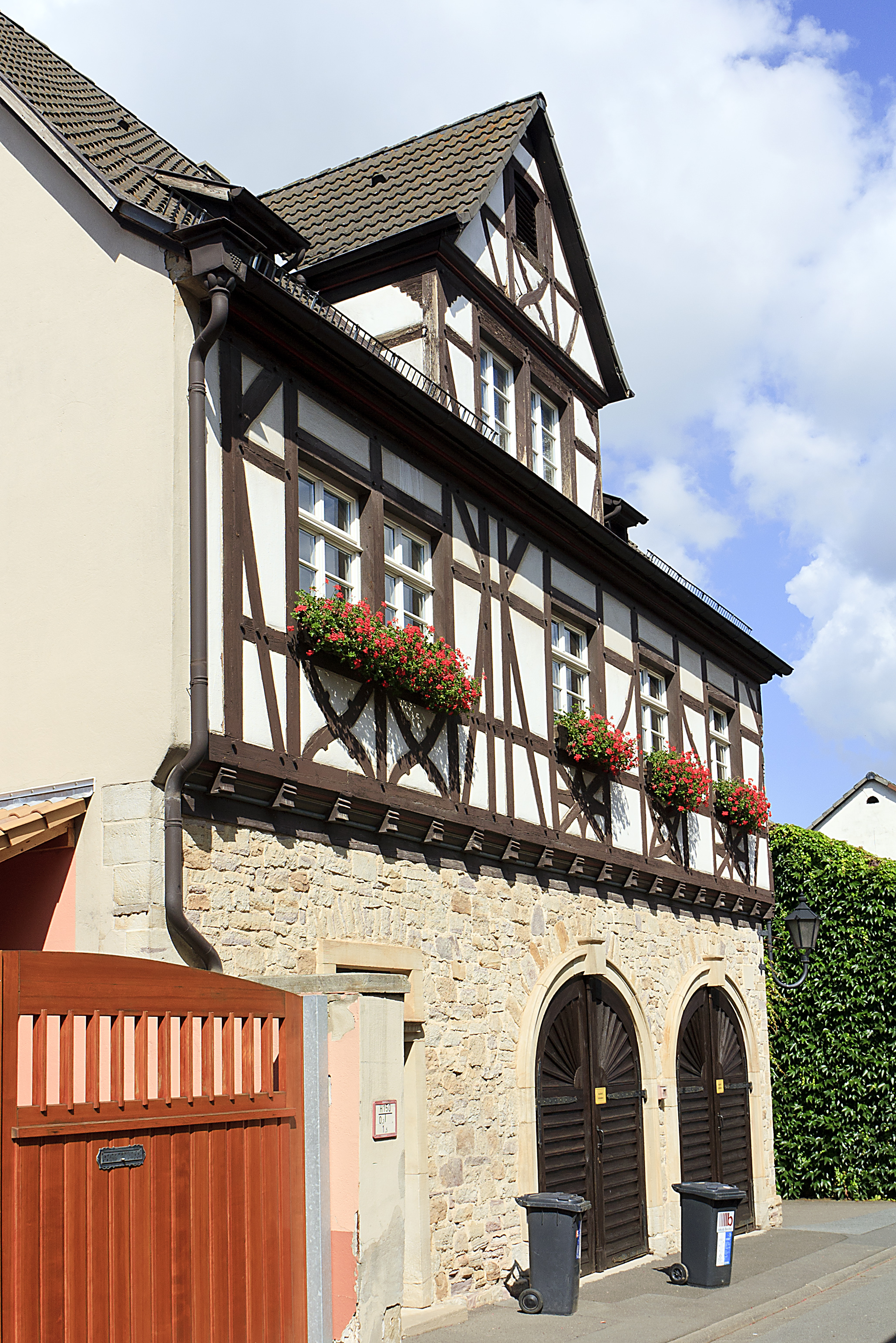
Rathaus

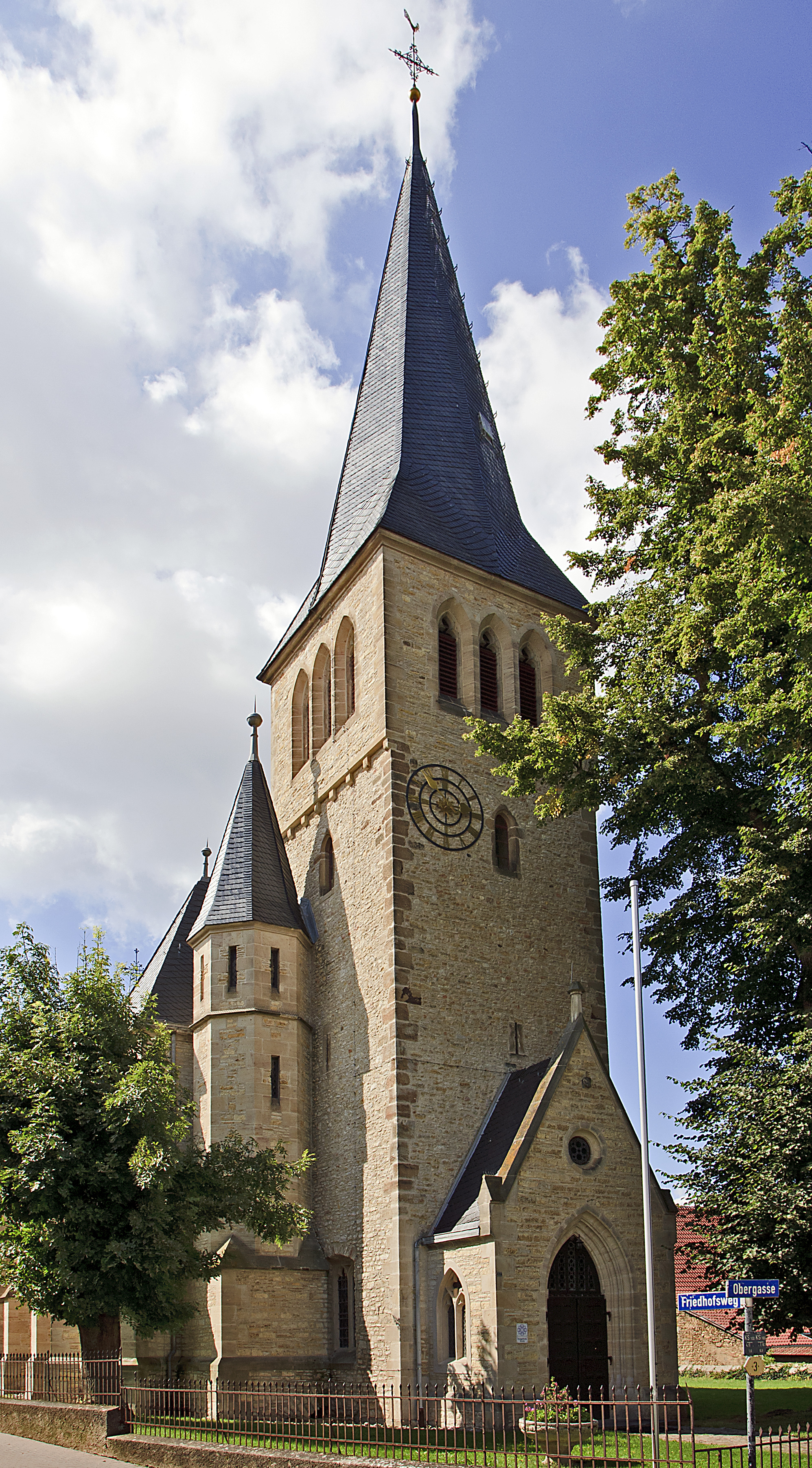
Evangelische Pfarrkirche

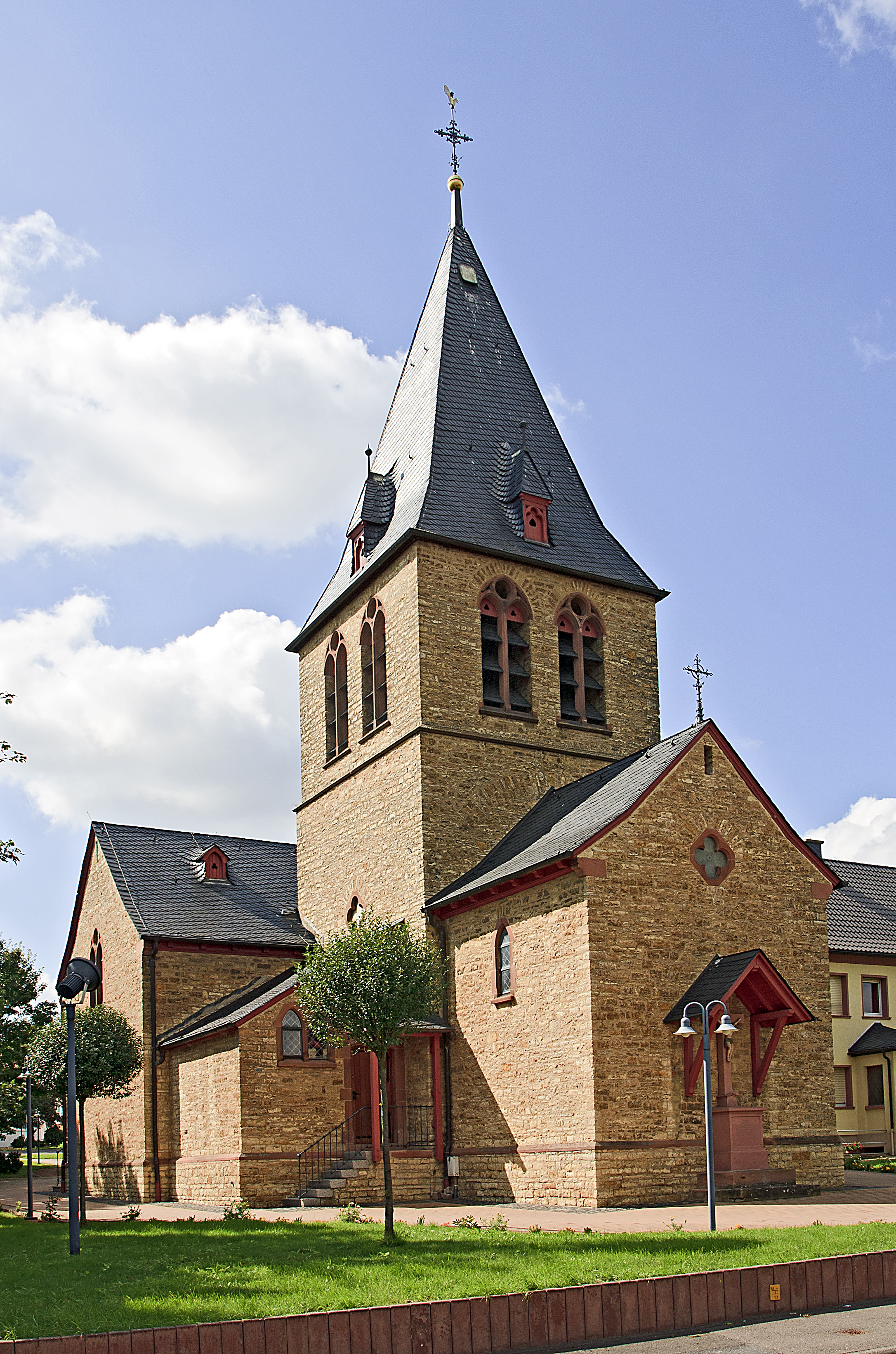
Katholische Kirche St. Josef

Ober-Hilbersheim ist eine Ortsgemeinde im Landkreis Mainz-Bingen in Rheinland-Pfalz. Sie gehört der Verbandsgemeinde Gau-Algesheim an.

## Geographie
Der Weinort liegt ca. 15 Kilometer südwestlich von Mainz am Welzbach und ist ein von der Landwirtschaft geprägter Ort. Bad Kreuznach befindet sich knapp 10 Kilometer südwestlich von Ober-Hilbersheim.
Nachbarorte sind Nieder-Hilbersheim, Engelstadt, Wolfsheim und Sprendlingen.

## Geschichte
Die erste überlieferte Erwähnung wird in einer Urkunde des Klosters Disibodenberg auf das Jahr 1108 als Hilbridisheim zurückgeführt. Um 1200 befindet sich der Ort im Besitz der Grafschaft Sponheim. Eine Erwähnung von Ober-Hilbersheim als superior hilbersheim zur Unterscheidung von Nieder-Hilbersheim befindet sich in einer Urkunde von 1219 des Mainzer Erzbischofs Siegfried II. von Eppstein. Ab zirka 1232 gehört Ober-Hilbersheim in den Besitz der Grafschaft Sponheim, Graf Simon III. von Sponheim-Vianden verpfändet den Ort am 1. Oktober 1369 an die Grafschaft Falkenstein, welche bis 1523 bestehen bleibt. Zwischen 1560 und 1707 fällt der Gemeinschaftsbesitz an Kurpfalz und die Markgrafschaft Baden-Baden.
Zwischen 1697/1701 und 1880 wird die Kirche von beiden Konfessionen simultan genutzt. Am 29. Oktober 1795 kann der katholische Pfarrer Georg Seckardt die befohlene Einäscherung des Dorfes verhindern. Ober-Hilbersheim ist zwischen 1797 und 1814 französisch und gehört zum Kanton Wörrstadt im Département du Mont-Tonnerre. Ab 1835 gehört es zum Kreis Alzey, 1852 folgt der Wechsel zum Kreis Oppenheim. Die Freiwillige Feuerwehr wird 1862 gegründet und der Postdienst wird 1876 eröffnet. Ab 1883 bis 1884 wird der Neubau der evangelischen Kirche anstelle der Simultankirche im neugotischen Stil und der katholischen St. Josefskirche am nördlichen Ortsrand begonnen. Die Freigabe der Telegraphen- und Telefonverbindung erfolgt am 26. April 1895.
1912 erfolgt die Elektrifizierung von Ober-Hilbersheim. Zwischen 1926 und 1932 findet eine Flurbereinigung statt.
Bei der Verwaltungsreform im Volksstaat Hessen vom 1. November 1938 wechselte die Gemeinde Ober-Hilbersheim aus dem aufgelösten Kreis Oppenheim in den Kreis Bingen, der seitdem Landkreis Bingen genannt wurde.
Zum Ende des Zweiten Weltkriegs am 19. März 1945 gegen 17 Uhr marschieren US-Streitkräfte ein.
Die Einrichtung der öffentlichen Hauswasserversorgung erfolgte 1954 und 1955. Der Kanalbau und die Errichtung einer Kläranlage folgte 1959. Die Schule wird 1970 geschlossen und sechs Jahre später eröffnet ein Kindergarten im Schulhaus. Am 17. Juli 2003 wird erstmals der eintausendste Einwohner gezählt. Beim Landesentscheid von „Unser Dorf hat Zukunft“ konnte die Ortsgemeinde am 14. Oktober 2005 die Silbermedaille erreichen.

## Politik

### Gemeinderat
Der Gemeinderat in Ober-Hilbersheim besteht aus 16 Ratsmitgliedern, die bei der Kommunalwahl am 9. Juni 2024 in einer Mehrheitswahl gewählt wurden, und dem ehrenamtlichen Ortsbürgermeister als Vorsitzendem.

### Bürgermeister
Heiko Bieser wurde am 1. Juli 2022 Ortsbürgermeister von Ober-Hilbersheim. Bei der Direktwahl am 15. Mai 2022 war er als einziger Bewerber mit einem Stimmenanteil von 85 % zum Nachfolger von Heiko Schmuck gewählt worden, nachdem dieser angekündigt hatte, das Amt aus persönlichen Gründen mit Wirkung zum 30. Juni 2022 niederzulegen. Bei der Direktwahl am 9. Juni 2024 wurde Heiko Bieser wiederum als einziger Bewerber mit einem Stimmenanteil von 90,3 % bei einer Wahlbeteiligung von 74,7 % wiedergewählt.
Bürgermeister seit 1905
- 1905–1934: Adam Linck II.
- 1934–1938: Ernst Linck II.
- 1938–1945: Ernst Linck I.
- 194500000: Ludwig Siefert
- 1946–1956: Karl Lahr (FDP, ab 1956 FVP)
- 1956–1967: Ernst Linck II.
- 1967–1973: Walter Faßel
- 1973–1979: Elisabeth Bauer
- 1979–1988: Emil Klippel
- 1988–2001: Dieter Linck
- 2001–2022: Heiko Schmuck
- seit 202200: Heiko Bieser

### Wappen
Die Ortsgemeinde Ober-Hilbersheim darf seit dem 14. September 1981 ein Wappen führen.
| Wappen von Ober-Hilbersheim | Blasonierung: „In Blau ein nach rechts blickender goldener Pferdekopf.“ |
| Wappen von Ober-Hilbersheim | Wappenbegründung: In einem Brief an das Oberamt vom 1. Februar 1731 wird das Gerichtssiegel der Gemeinde erstmals genannt. Es zeigt einen nach rechts blickenden Pferdekopf und die Umschrift „Oberhilbersheim + S + Gerichts“. Nach einem Gutachten des Landesarchivs in Speyer reicht dieses Gerichtssiegel allerdings bis 1574 zurück. |

### Gemeindepartnerschaften
- Winterstein (seit 1993)
- Bonavigo (Provinz Verona, seit 2001)

## Kultur und Sehenswürdigkeiten

### Theater
- Kinder-Theatergruppe Ober-Hilbersheim seit 1988

### Museen
- Museum „Historische Zeit(t)räume“ im alten Schrothaus[10]

### Musik
- Männergesangverein 1833 Ober-Hilbersheim e. V. (MGV) mit Kinderchor, belcantO-H und Männerchor
- Ev. Kirchenchor Ober-Hilbersheim
- Kath. Kirchenchor Ober-Hilbersheim

### Kulturdenkmäler
Siehe auch: Liste der Kulturdenkmäler in Ober-Hilbersheim
- Wasserbehälter (Ober-Hilbersheim)

### Sport
- Turn- und Sportgemeinde 1891 e. V. Ober-Hilbersheim (TSG)
- Tennisclub Ober-Hilbersheim e. V. (TC), seit 1993

### Regelmäßige Veranstaltungen
- Seit 2023 findet im Sommerhalbjahr ein Mal pro Monat der von jeweils einem Verein/Kirche organisierte „Sängerplatztreff“ statt.[11]
- An Pfingsten feiert Ober-Hilbersheim ein Pfingstfest (seit 2023).
- Die Ober-Hilbersheimer Kerb findet immer am  zweiten Wochenende im Juli statt.
- Der Ober-Hilbersheimer Märchen-Weihnachtsmarkt findet seit 1988 regelmäßig am Wochenende des 2. Advent statt (Samstag und Sonntag).

## Wirtschaft und Infrastruktur

### Verkehr
Der Ort wird durchquert von den Landstraßen 414 und  415. Die Bundesautobahnen 60, 61 und 63 sind mit dem Auto in 10 bis 20 Minuten zu erreichen. Die KRN-Buslinien 625 und 626 durchqueren Ober-Hilbersheim Richtung Engelstadt und Ingelheim im Rundkurs im Halbstunden-Takt.

### Öffentliche Einrichtungen
- Freiwillige Feuerwehr
- Gemeindekindergarten
- „Haus der Vereine“ seit 11. Juni 2006
- Jugendraum in der Ortsmitte

### Bildung
- Volksbildungswerk Ober-Hilbersheim

## Söhne und Töchter des Ortes
- Jochen Riebel (* 1945 † 2015), Politiker (CDU), ehem. Minister für Bundes- und Europaangelegenheiten in der Hessischen Staatskanzlei